# Бомбуа, Камиль
Ками́ль Бомбуа́ (устар. Бомбуаз, фр. Camille Bombois; 3 февраля 1883, Венаре-Ле-Лом — 11 июня 1970, Париж) — французский художник, представитель наивного искусства.

## Жизнь и творчество
Камиль Бомбуа родился в Венаре-ле-Лом в 1883 году. В двенадцать лет работал на ферме. В свободное время рисовал и участвовал в соревнованиях по борьбе на местных ярмарках. В 1907 году переехал в Париж, где женился. Впервые выставил на обозрение свои работы в 1922 году на тротуарах Монмартра и был замечен теоретиками наивного стиля живописи Ноэлем Буро и Вильгельмом Уде. С этого момента художник рисует в своём собственном отдельном ателье. Сюжеты для своих работ, за исключением немногих пейзажей, он берёт из жизни горожан и будней цирка. Для полотен Бомбуа характерны яркие, «сияющие» краски и убеждающий реализм изображения. К. Бомбуа был среди участников выставки современного искусства documenta I в Касселе в 1955 году.